# Tuur Dens
Pour les articles homonymes, voir Dens.
Tuur Dens, né le 26 juin 2000 à Rotselaar, est un coureur cycliste belge. Il évolue au sein de l'équipe Flanders-Baloise.

## Biographie
En fin d'année 2018, il devient champion de Belgique du kilomètre sur piste, chez les élites. L'année suivante, il participe aux Jeux européens, où il dispute les épreuves de la poursuite par équipes et du kilomètre sur piste.
En 2020, il obtient une médaille de bronze dans le scratch aux championnats d'Europe espoirs sur piste. Il signe ensuite avec le club Hubo-Titan Cargo pour 2021.

## Palmarès sur route
- 2015
  - Champion du Brabant flamand du contre-la-montre par équipes débutants
- 2016
  - Champion de Flandre débutants 2e année
- 2017
  - 3e de la Flèche du Brabant flamand
- 2019
  - Coupe Marcel Indekeu
- 2021
  - Coupe Marcel Indekeu

## Palmarès sur piste

### Jeux olympiques
- Paris 2024
  - 8e de la poursuite par équipes

### Championnats du monde
| Édition / Épreuve | Course scratch |
| Roubaix 2021      | Argent         |
| Glasgow 2023      | Bronze         |

### Coupe des nations
- 2021
  - 1er de l'américaine à Cali (avec Kenny De Ketele)
- 2024
  - 2e de la poursuite par équipes à Milton

### Ligue des champions
- 2023
  - 1er de l'élimination à Londres (II)
  - 3e du scratch à Palma
  - 3e du scratch à Paris

### Championnats d'Europe
| Édition / Épreuve                 | Course scratch | Poursuite par équipes |
| Fiorenzuola d'Arda 2020 (espoirs) | Bronze         |                       |
| Apeldoorn 2021 (espoirs)          | Argent         |                       |
| Anadia 2022 (espoirs)             |                | Argent                |
| Granges 2023                      | 4e             | 5e                    |

### Championnats nationaux
- 2016
  - 3e du championnat de Belgique de vitesse débutants
- 2017
  -  Champion de Belgique du kilomètre juniors
  -  Champion de Belgique de scratch juniors
  - 3e du championnat de Belgique de l'omnium juniors
  - 3e du championnat de Belgique de l'américaine juniors
- 2018
  -  Champion de Belgique du kilomètre
- 2019
  -  Champion de Belgique du keirin
- 2022
  -  Champion de Belgique de l'américaine (avec Jules Hesters)
  - 2e du championnat de Belgique de course aux points
  - 3e du championnat de Belgique de scratch
- 2023
  -  Champion de Belgique du kilomètre
  -  Champion de Belgique de l'élimination
  - 3e du championnat de Belgique de scratch